# アプホルダー (U級潜水艦)
アプホルダー（HMS Upholder, N99）はイギリス海軍の潜水艦。U級潜水艦第2グループの1隻。
日本語文献において艦名は「アップホルダー」とも表記される。艦名は「支持者」を意味する名詞に由来し、イギリス海軍においてこの名を持つ初の艦である。本艦の船紋章は「カリアティード」であったが、艦長マルコム・デイヴィッド・ウォンクリン少佐はこれを気に入らず、「ゴミ箱の上に立っている腕のないギリシャ女」と酷評した。ウォンクリンは「天を背で支えるアトラース」の船紋章を非公式にデザインし、これは戦後の2代目「アプホルダー」（HMS Upholder, S40）で（議論の末に）公式化されている。
ヴィッカーズ・アームストロング社のバロー・イン・ファーネス造船所で建造された。 1939年10月30日起工され、建造所長夫人のドリス・トンプソン夫人の命名により1940年7月8日進水した。1940年10月31日に就役。「アプホルダー」は外装魚雷発射管2基を装備したU級潜水艦4隻のうちの1隻であり、艦首に4基の内装発射管のほかに外装発射管をそなえていた。これら4隻は外装発射管のせいで潜望鏡深度での深度管制に悩まされたため、他のU級には外装発射管は装備されなかった。

## 戦歴

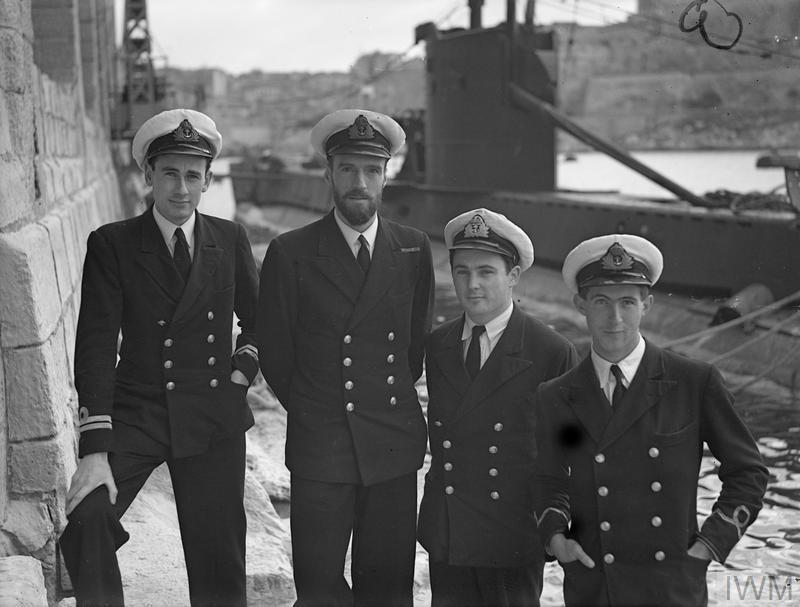
「アプホルダー」を背景に艦長マルコム・デイヴィッド・ウォンクリン少佐（左から2人目）と士官たち。行方不明となる3ヶ月前に撮影された。

「アプホルダー」は全就役期間にわたってマルコム・デイヴィッド・ウォンクリン少佐が指揮をとり、第2次世界大戦において最も成功を収めたイギリス潜水艦となった。練成期間の後、「アプホルダー」はマルタに向けて1940年12月10日に進発し、同地を拠点としていた第10潜水戦隊に配属された。「アプホルダー」は24回の哨戒を完遂し、敵艦船9万3031トンを撃沈し、その中にはデュースブルク船団の戦いの後のマエストラーレ級駆逐艦「リベッチオ」、2隻の潜水艦（「トリチェコ」および「アミラリオ・サイント＝ボン」）、3隻の兵員輸送船、6隻の貨物船、補助艦艇および補助掃海艇を含んでいる。ウォンクリンは1941年の哨戒の後、ヴィクトリア十字章を受賞した。この哨戒では特に厳重に護衛された船団に対する1941年5月24日の攻撃が含まれており、この攻撃で「アプホルダー」は総トン数17,879トンのイタリア兵員輸送船「コンテ・ロッソ」を撃沈した。1941年7月28日にはイタリア巡洋艦「ジュゼッペ･ガリバルディ」に損害を与えた。1941年9月18日には、姉妹船である2隻の兵員輸送船「ネプチュニア」（19,475トン）および「オセアニア」（19,507トン）を数時間のうちに相次いで撃沈した。
| 日付                       | 船名                   | 国籍           | トン数        | 補記                                                                |
| -------------------------- | ---------------------- | -------------- | ------------- | ------------------------------------------------------------------- |
| 1941年4月25日              | アントニエッタ・ラウロ | イタリア       | 5,428トン     | 輸送船（4名死亡）                                                   |
| 1941年5月1日               | アルクトゥルス         | ナチス・ドイツ | 2,576トン     | 輸送船                                                              |
| 1941年5月1日               | レヴァークーゼン       | ナチス・ドイツ | 7,382トン     | 輸送船                                                              |
| 1941年5月24日              | コンテ・ロッソ         | イタリア       | 17,789トン    | 兵員輸送船（1,297名死亡・1432名救助）                               |
| 1941年7月3日               | ラウラ C.              | イタリア       | 6,181トン     | 輸送船（6名死亡・生存者32名）                                       |
| 1941年8月20日              | エノトリア             | イタリア       | 852トン       | 輸送船（2名死亡）                                                   |
| 1941年8月22日              | Lussin                 | イタリア       | 3,988トン     | 海軍輸送船（生存者83名）                                            |
| 1941年9月18日              | ネプチュニア           | イタリア       | 19,475トン    | 兵員輸送船（オセアニアとともに喪失。384名死亡・5,434名救助）        |
| 1941年9月18日              | オセアニア             | イタリア       | 19,507トン    | 兵員輸送船（ネプチュニアとともに喪失。384名死亡・5,434名救助）      |
| 1941年11月9日              | リベッチオ             | イタリア       | 1,615トン     | 駆逐艦（27名死亡）                                                  |
| 1942年1月5日5 January 1942 | アミラリオ・サン・ボン | イタリア       | 1,461トン     | 潜水艦（59名死亡・3名生存）                                         |
| 1942年2月27日              | テンビアン             | イタリア       | 5,584トン     | 輸送船（497名死亡うち419名はイギリス捕虜・157名救助うち78名は捕虜） |
| 1942年3月18日              | トリチェコ             | イタリア       | 810トン       | 潜水艦（38名死亡・11名生存）                                        |
| 1942年3月19日              | B 14 マリア            | イタリア       | 22トン        | 補助機雷掃海艇                                                      |
| 合計:                      | 合計:                  | 合計:          | 93,031 総トン |                                                                     |

「アプホルダー」はまた、イタリア軽巡洋艦「ジュゼッペ･ガリバルディ」（9,500トン）、ドイツの輸送船「デュイスブルク」（7,389トン）、フランスのタンカー「キャピテーヌ・ダミアーニ」（4,818トン）、イタリアの輸送船「ダンドーロ」（4,964トン）および「シリオ」（5,223トン）に損害を与え、タリゴ船団の戦いの後にすでに座礁して難船していたドイツの輸送船「アルタ」（2,425トン）を撃破した。

## 戦没
「アプホルダー」は乗員全員とともに25回目の哨戒で喪失した。25回目のこの哨戒は、イギリス本国への帰還前最後の哨戒であった。
「アプホルダー」は1942年4月6日に出撃し、4月14日を過ぎても帰還しなかった。4月12日、「アプホルダー」は潜水艦「アージ」（HMS Urge）および「スラッシャー」（HMS Thrasher）とともにある船団を迎撃する哨戒線を形成するよう命じられたが、「アプホルダー」がこの通信を受信したかどうかは分かっていない。

### 喪失をめぐる説明
「アプホルダー」喪失についてのもっとも有力な説明は、哨戒航空機に発見された後、イタリア水雷艇「ペガソ」が投下した爆雷により、1942年4月14日にトリポリの北東沖北緯34度47分 東経15度55分 / 北緯34.783度 東経15.917度の地点撃沈というものであるが、いかなる艦体の破片も海面に発見されなかった。この攻撃はウォンクリンの哨戒区域から100マイル北東にあたり、おそらくはウォンクリンがより多くのターゲットを発見すべく哨戒地点を変更していたこともありうる。 1942年4月11日に触雷して沈没した可能性もありうる。このとき「アプホルダー」は機雷原の間近にいると報告されていた。3つ目のあまりありえそうにない説明は、4月11日ミスラタ沖でのドイツ軍機と船団護送艦艇による攻撃というものである。しかし、第2次世界大戦後、この行動に関する枢軸国側の記録は発見されていない。
イタリア海軍の専門家フランチェスコ・マッテジーニによる近年の研究が指摘するところによれば、当該の船団に対するドイツの航空哨戒（2機のDo 17およびメッサーシュミット Bf110からなる）は「ペガソ」による攻撃の2時間前に水中目標の探知に対して爆弾を投下して攻撃を加えている。マッテジーニはまた、つぎのことも主張している。航空機の乗員たちは「ペガソ」に指示した目標が潜水艦であったのかイルカの群れであったのか確信をもっていなかった。マッテジーニは、ドイツ軍機によりダメージを受けていた「アプホルダー」に対して「ペガソ」が止めをさした可能性を認めている。

### 顕彰
1942年8月22日、英海軍本部はアプホルダーの喪失を告示した。そのさいの声明にはウォンクリン少佐と彼の乗員たちへの並々ならぬ賞賛が述べられている。
総じて、「アプホルダー」は敵艦船97,000トンに加えてUボート3隻および駆逐艦を沈めたと信じられている。
ジョン・フィールドハウス海軍元帥はフォークランド紛争の折に「この潜水艦と乗組員は逝ったが、彼らはいまだよき手本であり、われわれを勇気づけてくれている」の一節を引用した。
「アプホルダー」の艦名は、1986年進水のアプホルダー級潜水艦1番艦「アプホルダー」（HMS Upholder, S40）に引き継がれた。同級は後にカナダ海軍へ譲渡されたため、「アプホルダー」もヴィクトリア級潜水艦「シクーティミ」（HMCS Chicoutimi, SSK879）となった。2004年10月の就役直後に火災事故に見舞われたが修理され、2024年現在現役で運用されている。2017年には横須賀基地へ入港し、カナダ海軍潜水艦としては半世紀ぶりの来日となった。

## 栄典
「アプホルダー」は生涯で2個の戦闘名誉章(Battle honours)を受章した。
- 「MEDITERRANEAN 1941 - 42」
- 「MALTA CONVOYS」